# Pyrola szechuanica
Pyrola szechuanica är en ljungväxtart som beskrevs av Heinrich Andres. Pyrola szechuanica ingår i släktet pyrolor, och familjen ljungväxter. Inga underarter finns listade i Catalogue of Life.